# Simone Cantarini

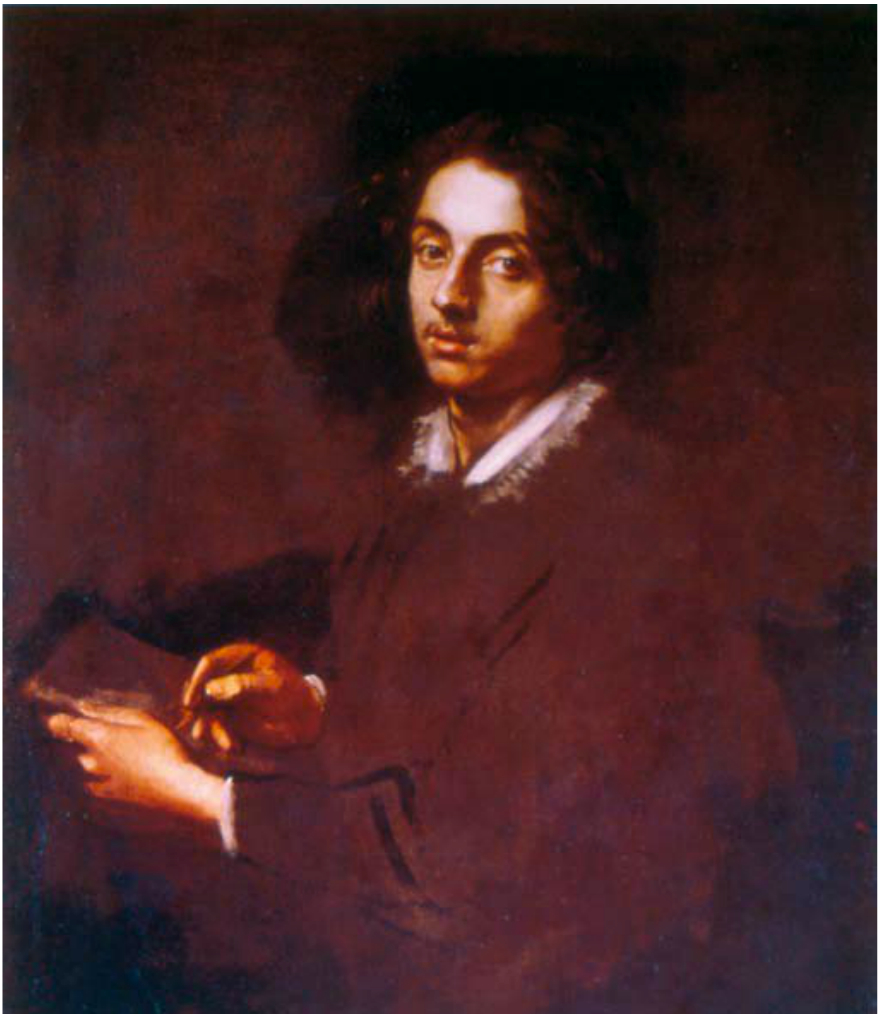
Selbstporträt von Simone Cantarini, Öl auf Leinwand, 102 × 79 cm, Galleria Nazionale d'Arte Antica, Rom

Simone Cantarini (* (getauft) 6. April 1612 in Pesaro; † 15. Oktober 1648 in Verona), auch Il Pesarese oder Simone da Pesaro genannt, war ein italienischer Maler, Zeichner und Radierer.

## Leben
Er wurde am 12. April 1612 in Pesaro getauft. Über sein Leben ist man vor allem durch Malvasia unterrichtet, der den Maler persönlich kannte, aber auch Anekdoten über Cantarinis hochmütigen Charakter und „spöttische Zunge“ verbreitete, die das Bild der Nachwelt von diesem Künstler prägen und seine beträchtlichen künstlerischen Verdienste etwas überschattet haben.

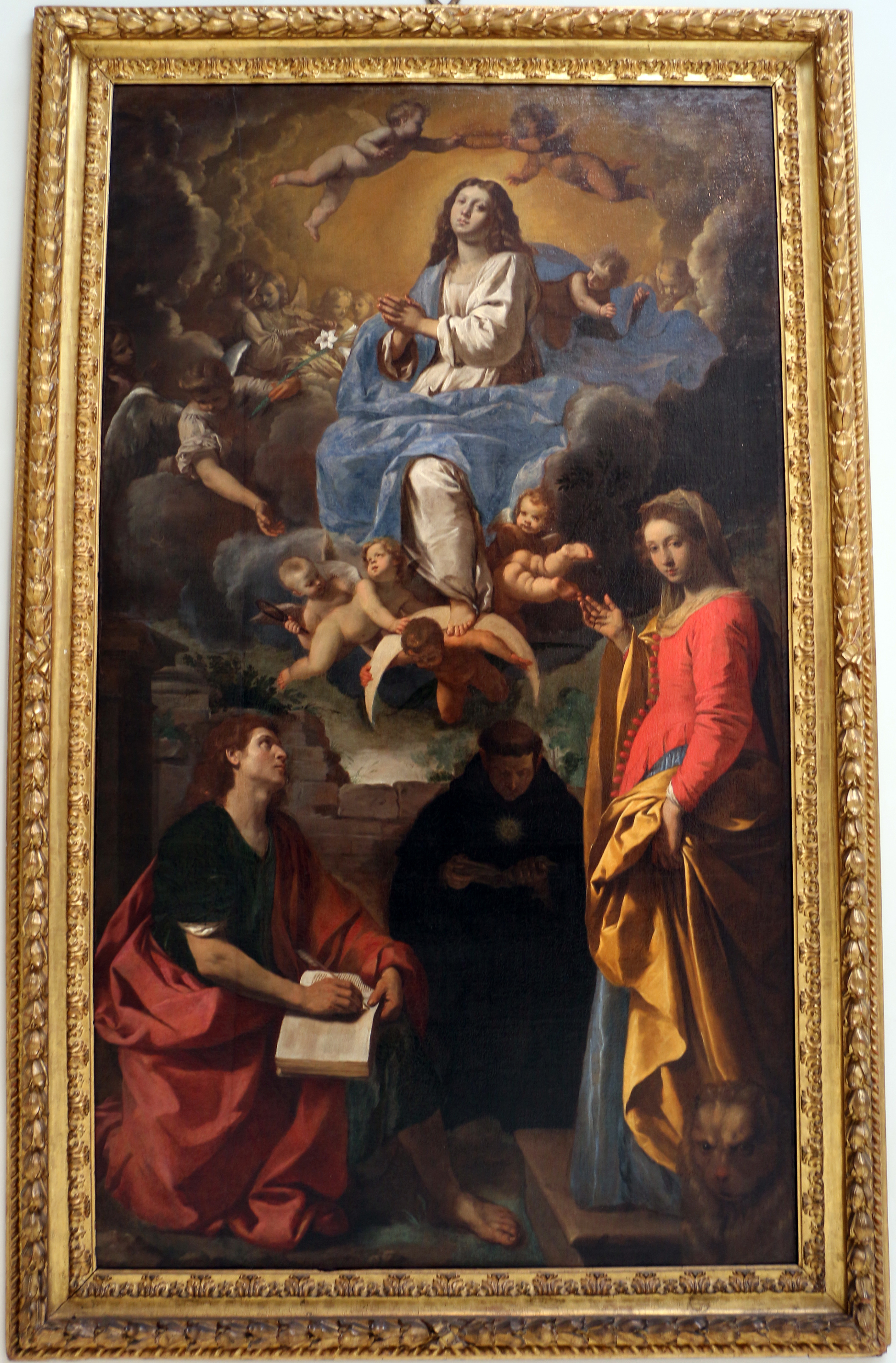
Madonna in Glorie mit Heiligen, um 1632–34 (?), Pinacoteca Nazionale, Bologna

Seinen ersten künstlerischen Unterricht bekam Simone Cantarini durch Giovanni Giacomo Pandolfi (1567–1636) und wechselte nach einer kurzen Venedig-Reise in das Atelier von Claudio Ridolfi (ca. 1570–1644), einem Schüler von Paolo Veronese. Beide Lehrer Cantarinis waren stark durch Federico Barocci beeinflusst. Nachdem Ridolfi um 1629 Pesaro wieder verlassen hatte, studierte Cantarini autodidaktisch weiter, wobei er sich Gemälde von Barocci, Orazio Gentileschi und Giovanni Francesco Guerrieri (1589–1657) als Vorbilder nahm.
Ein entscheidendes Schlüsselerlebnis in seinem Werdegang war die Entdeckung von Guido Renis Madonna mit Kind und den hl. Thomas und Hieronymus in der Kathedrale von Pesaro (heute: Pinacoteca Vaticana) und zweier weiterer Reni-Bilder in der Kathedrale des nahegelegenen Fano. Cantarini war von der edlen Eleganz dieser Werke so begeistert, dass er begann, seinen eigenen Stil nach dem Ideal Renis auszurichten. Für die Kirche San Pietro in Valle (Pesaro) malte er ein Bild des Hl. Petrus, der einen Lahmen heilt, das laut Malvasia von den Zeitgenossen für einen echten Reni gehalten wurde.

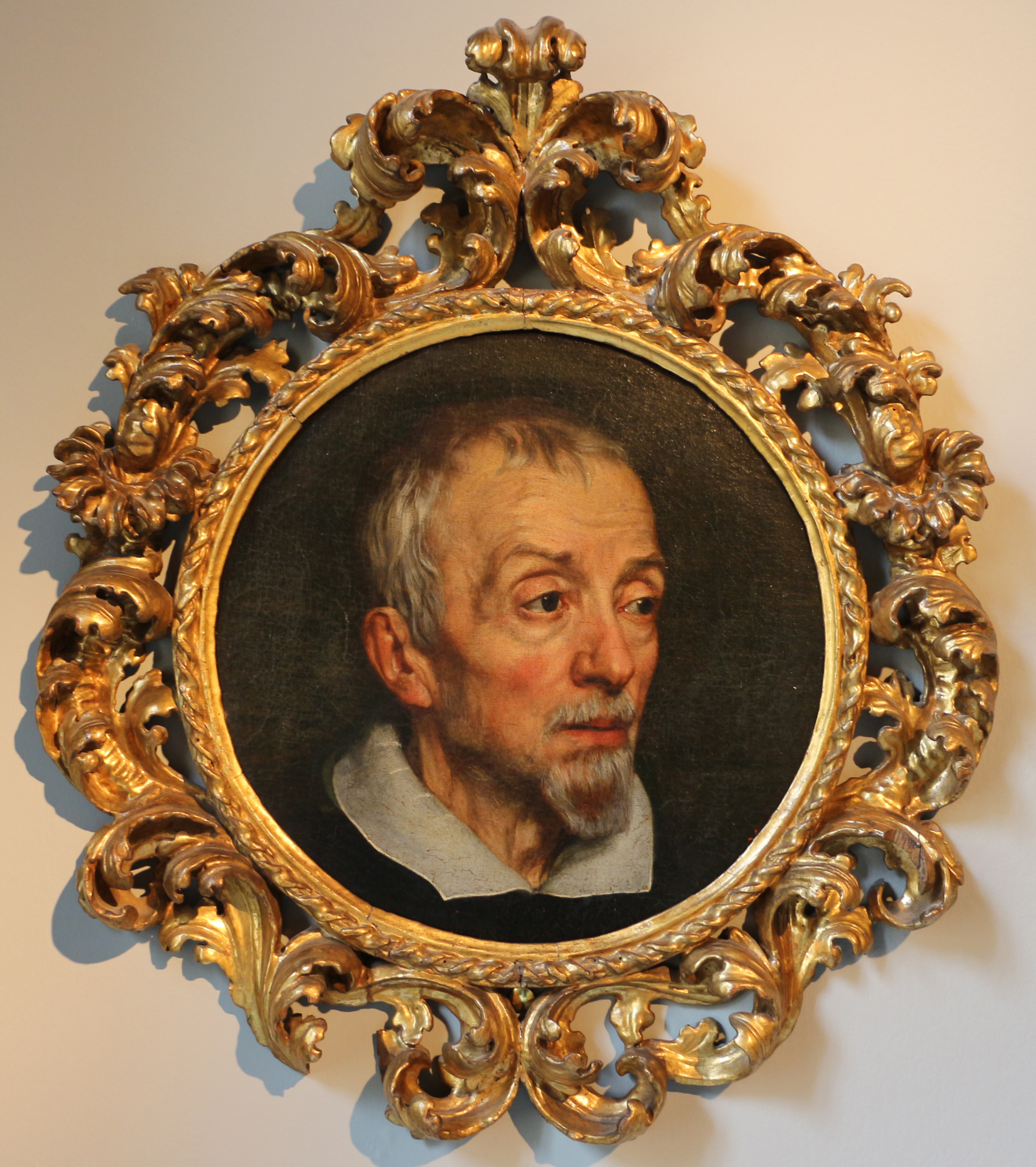
Bildnis des Guido Reni, um 1636, Pinacoteca Nazionale, Bologna

Dies reichte Cantarini jedoch nicht, er wollte direkt bei Reni studieren, und ging daher wahrscheinlich um 1634 nach Bologna. Laut Malvasia soll sich Cantarini anfangs dem Meister gegenüber extrem bescheiden und demütig verhalten haben, so als wenn er gar nichts könne; doch Reni blieb das große Talent und die bereits fortgeschrittene Ausbildung seines neuen Schülers natürlich nicht verborgen und er vertraute ihm wichtige Aufträge an. Doch mit der Zeit sei (immer nach Malvasia) Cantarinis Selbstbewusstsein so sehr gewachsen, dass er „überheblich“ wurde: er kritisierte Werke anerkannter Künstler und sogar von Reni selber (in dessen Abwesenheit), und schließlich habe er sich geweigert, Radierungen nach Vorlagen Renis für die Publikation zu machen, weil er meinte, dass seine eigenen Werke ebenfalls wert wären, veröffentlicht zu werden. 1637 kam es schließlich zum Bruch und Cantarini verließ Renis Werkstatt.
Im Jahr 1639 war er nachweislich in Pesaro bei der Hochzeit seiner Schwester und ging wahrscheinlich Anfang der 1640er Jahre nach Rom, wo er die Meister der Antike und vor allem auch die Werke Raffaels studierte.

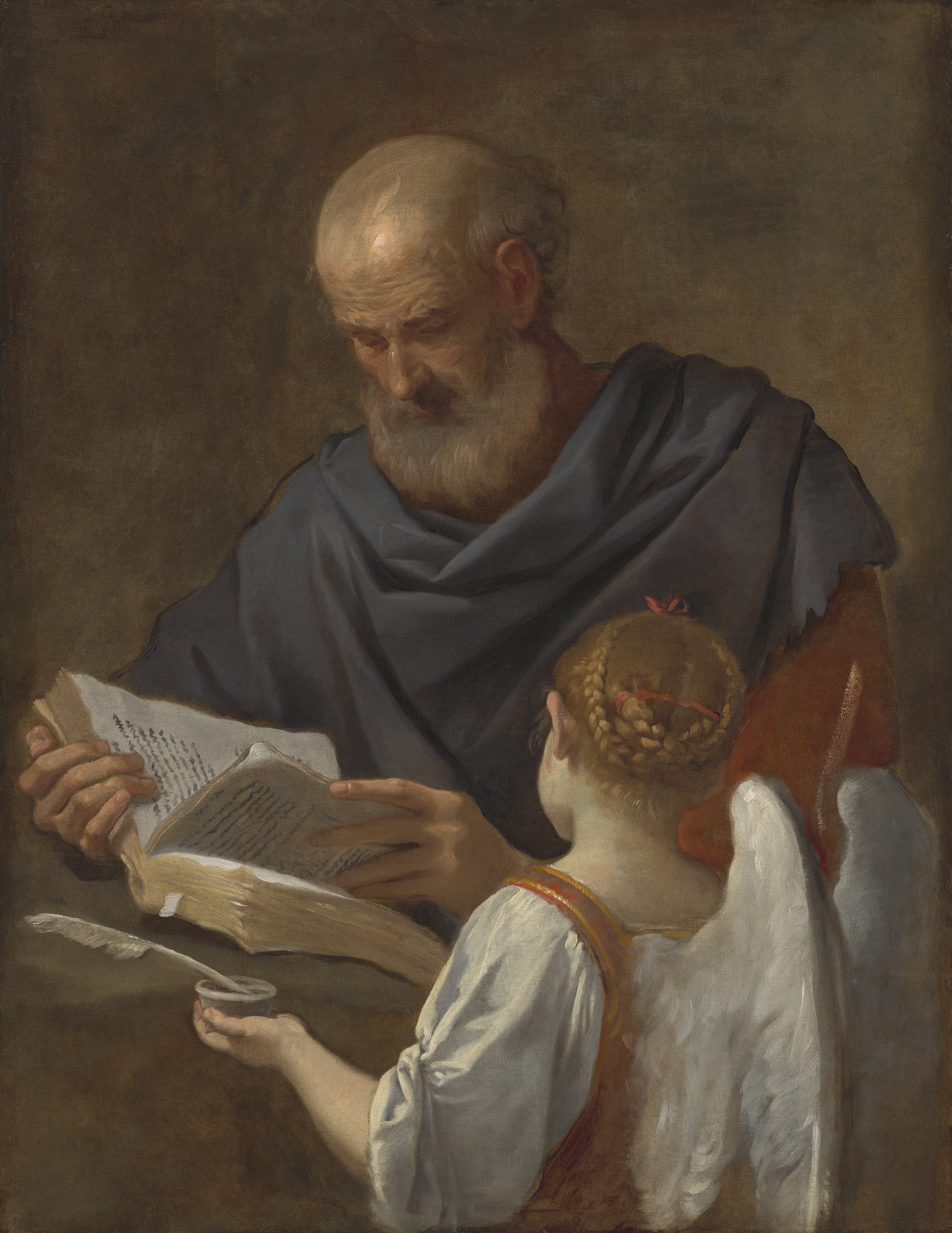
Der hl. Matthäus und ein Engel, ca. 1645–48, Öl auf Leinwand, 116,8 × 90,8 cm, National Gallery of Art, Washington

Wohl nach dem Tode Renis (1642) kehrte Cantarini nach Bologna zurück und eröffnete dort eine eigene, florierende Werkstatt in einem Haus der Familie Zambeccari. Er erhielt zahlreiche Aufträge und schuf eine Vielzahl von Bildern.
Malvasia berichtet, dass Cantarini (etwa 1648) von Herzog Carlo I. Gonzaga an dessen Hof nach Mantua berufen wurde, um ein Porträt des Herzogs zu malen. Der Maler soll es dabei „gewagt“ haben, Bilder, u. a. von Giulio Romano, in der herzoglichen Sammlung zu kritisieren. Dem Gonzaga missfiel dieses „hochmütige“ Verhalten, und da er außerdem fand, dass Cantarini zu lange für das Porträt brauchte, schickte er ihn wieder fort und ließ das Bild von anderen Malern beenden. Cantarini habe sich über diese Demütigung so sehr gegrämt, dass er krank wurde und sich auf Rat seines Arztes nach Verona begab.
Dort starb er nach kurzer Zeit im Alter von ungefähr 36 Jahren am 15. Oktober 1648. Zeitgenössische Gerüchte vermuteten, dass er vergiftet worden sei, eventuell durch einen eifersüchtigen Hofmaler von Mantua; dies konnte aber weder bewiesen noch widerlegt werden.
Zu Cantarinis Schülern gehörte Lorenzo Pasinelli.

## Würdigung
Simone Cantarini war einer der besten Schüler Guido Renis und entwickelte einen eigenen, ganz persönlichen Stil, indem er rein malerisch vor allem auch venezianische Einflüsse verarbeitete. In Anbetracht seines kurzen Lebens hinterließ er ein ziemlich umfangreiches Œuvre, von großen Altargemälden in Öl für Kirchen in Pesaro, Fano, Bologna, Rimini u. a., bis zu intimen Andachtsbildern und mythologischen Darstellungen für private Kunden. Typisch ist die Eleganz und Feinheit seiner Figuren und im Allgemeinen eine etwas gefühlsbetontere Stimmung als bei seinem Lehrer Reni; Cantarini wirkt etwas weniger klassisch und nobel, sondern tendiert stattdessen eher zum Weichen und Lieblichen. Sein Stil wandelte sich allerdings im Laufe der Jahre (auch je nach Thema oder Bestimmung eines Bildes), was sich besonders im Kolorit zeigt. Besonders lagen ihm Themen wie Madonna mit Kind, die Heilige Familie oder Ruhe auf der Flucht nach Ägypten, von denen er viele unterschiedliche Versionen schuf.
Als bedeutend gelten auch seine Zeichnungen und Radierungen, wobei er neben einigen Werken anderer Künstler, wie Reni, Veronese oder Ludovico Carracci, vor allem eigene Bilderfindungen radiert hat, mit ähnlichen Themen wie den oben angeführten.  Oskar Pollack spricht in dem Zusammenhang von seiner „überaus lockeren und delikaten, fast nervösen Führung der Nadel und einer duftigen leichten Ätzung der Platte“ und sieht ihn als einen der interessantesten Radierer seiner Zeit, neben Reni, Salvator Rosa und Pietro Testa an.

## Bildergalerie

Gemälde
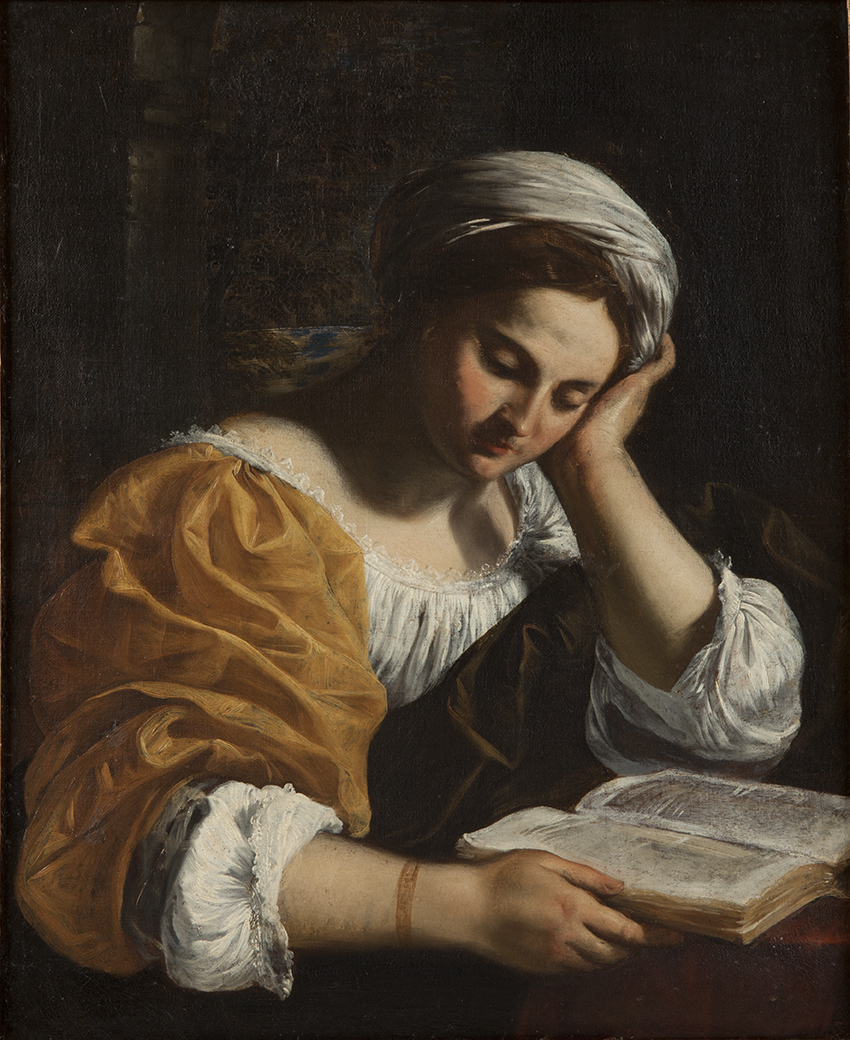
Lesende Sibylle, ca. 1630–35, Öl auf Leinwand, 72 × 59 cm, Banca Popolare dell'Adriatico, Pesaro
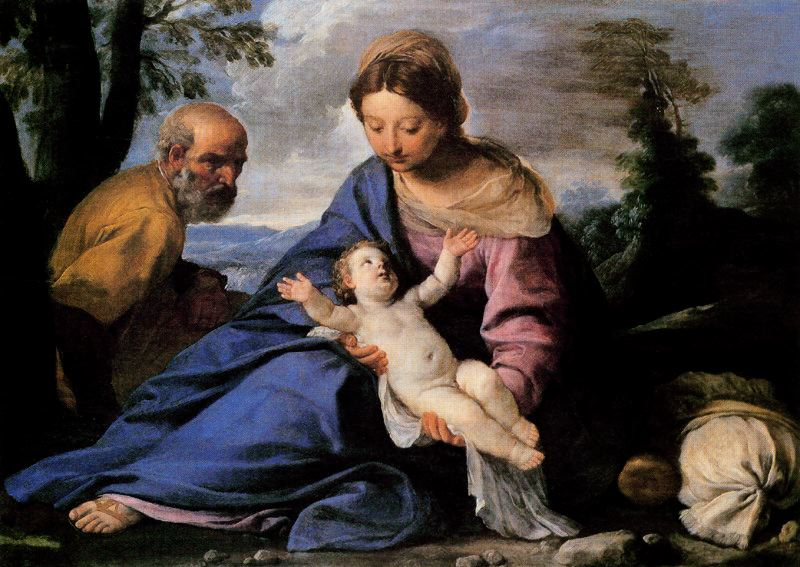
Ruhe auf der Flucht nach Ägypten, 1635–37, Öl auf Holz, 41 × 57 cm,  Louvre, Paris
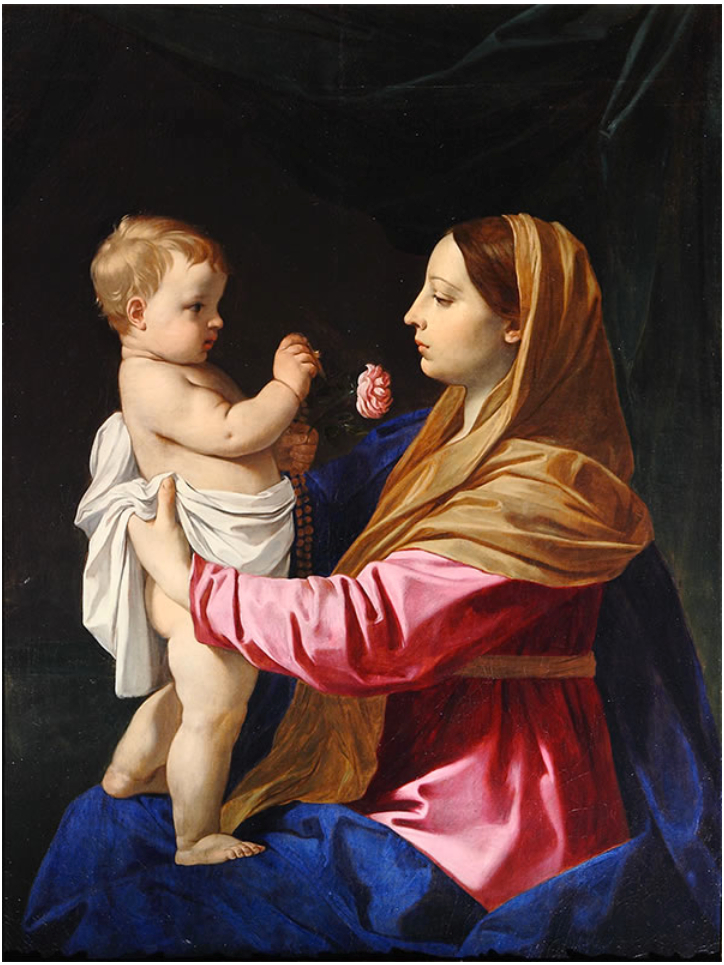
Madonna mit der Rose, Öl auf Leinwand, 103 × 82 cm, Pinacoteca San Domenico, Fano
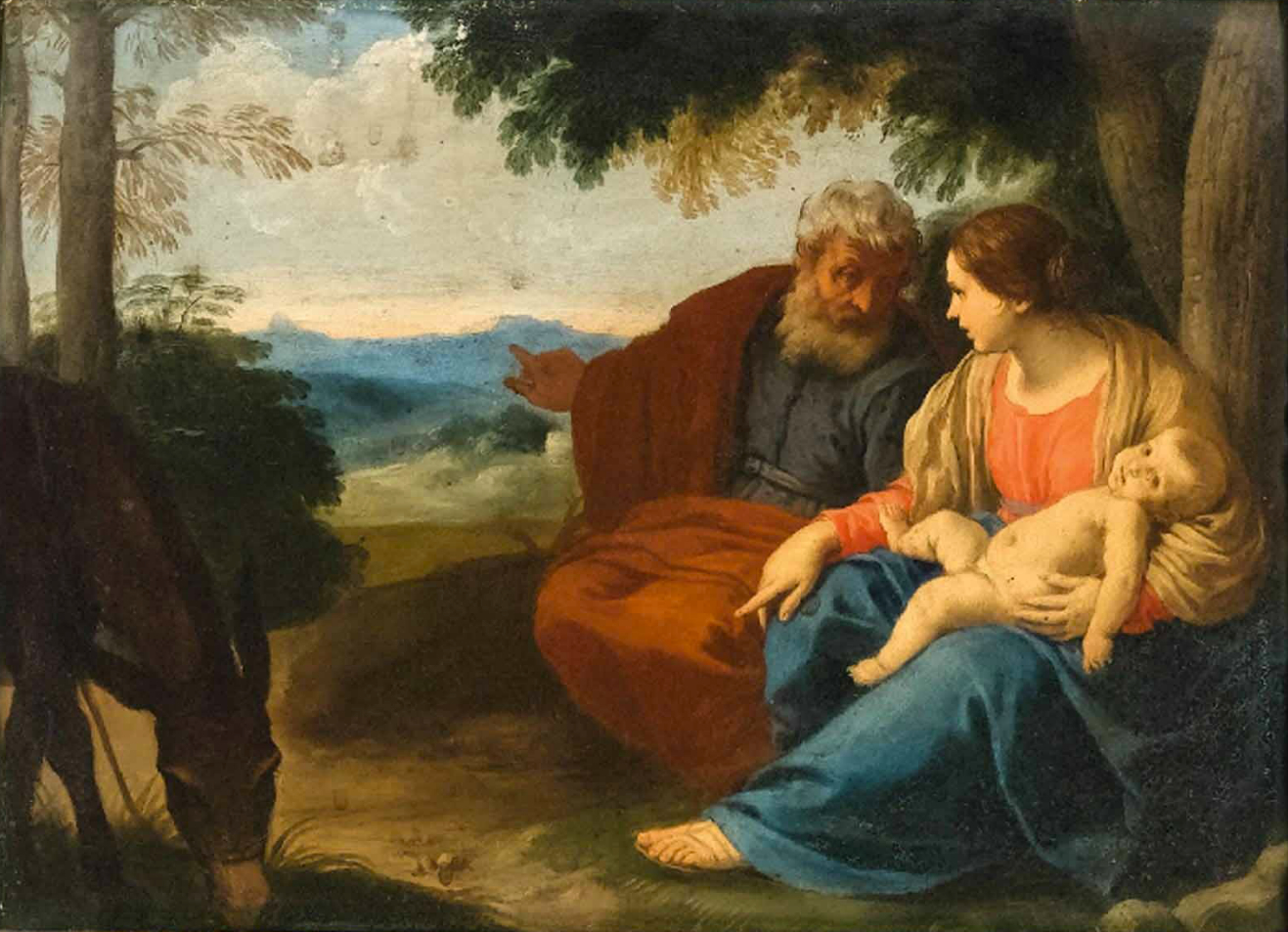
Ruhe auf der Flucht nach Ägypten, Öl auf Kupfer, 28,0 × 37,5 cm, in Auktion bei Christie’s, Mailand (30. Mai 2012)
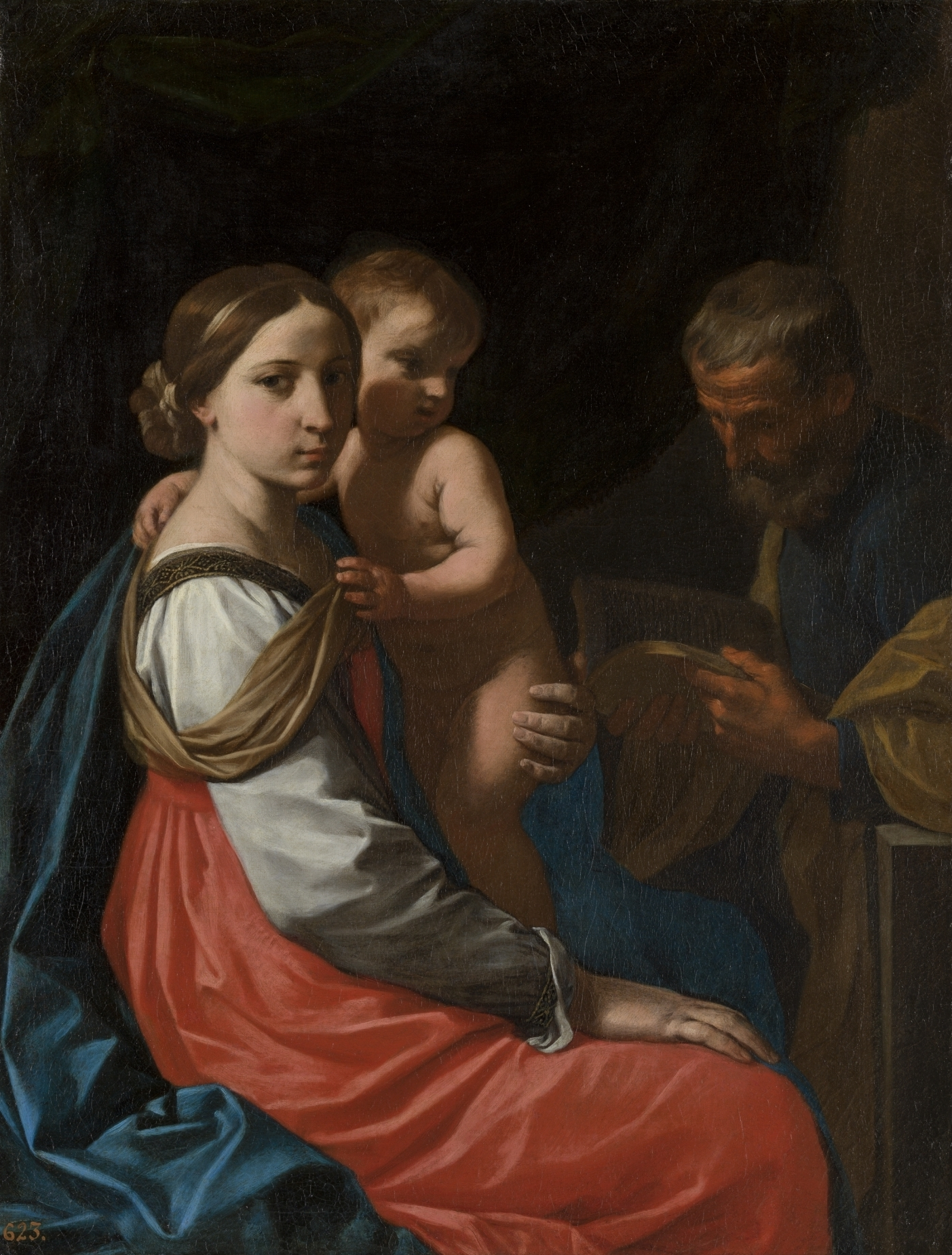
Heilige Familie, um 1645, Öl auf Leinwand, 75 × 55 cm, Prado, Madrid
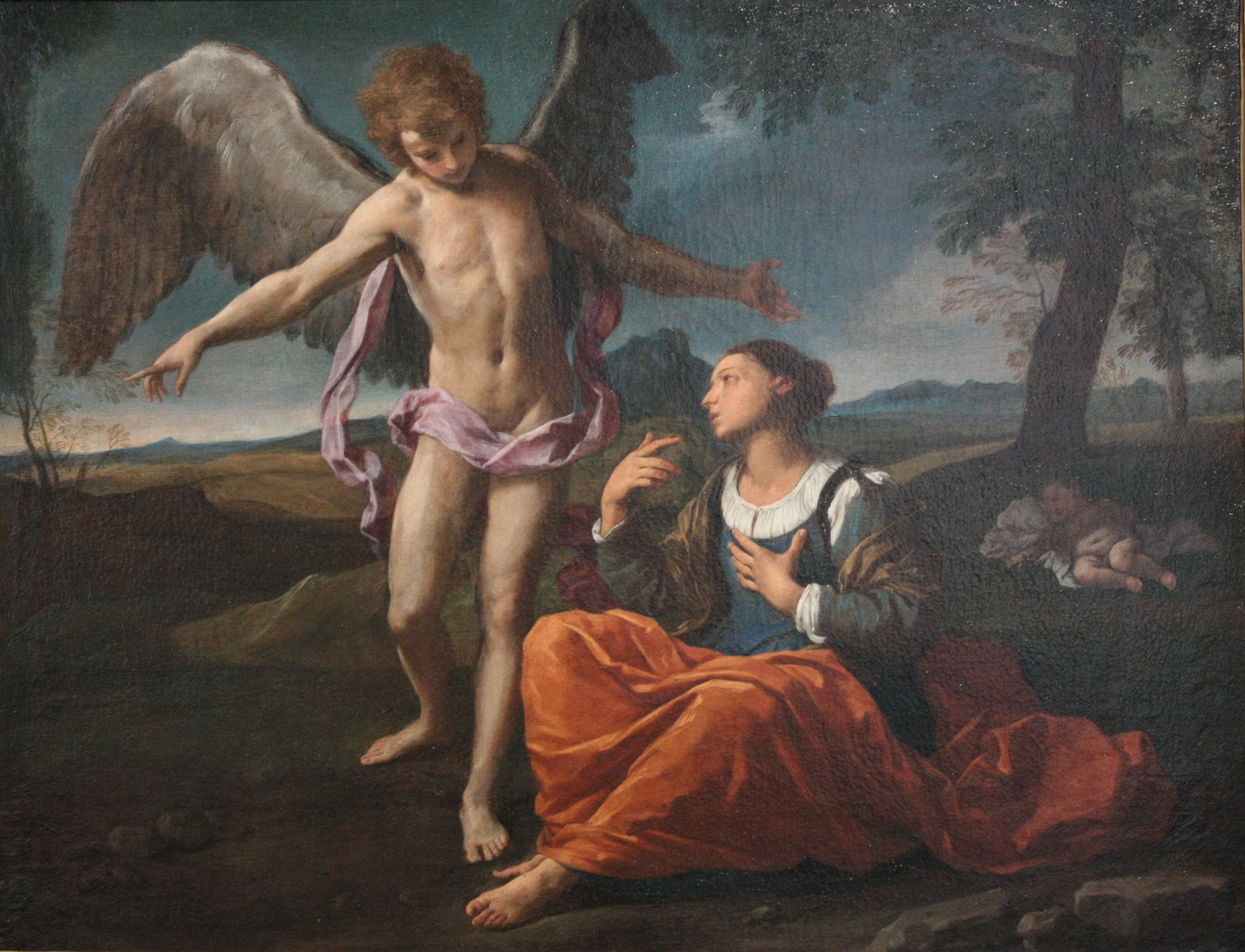
Hagar und der Engel,  Öl auf Leinwand, 59,5 × 76,0 cm, Musée des Beaux-Arts, Pau
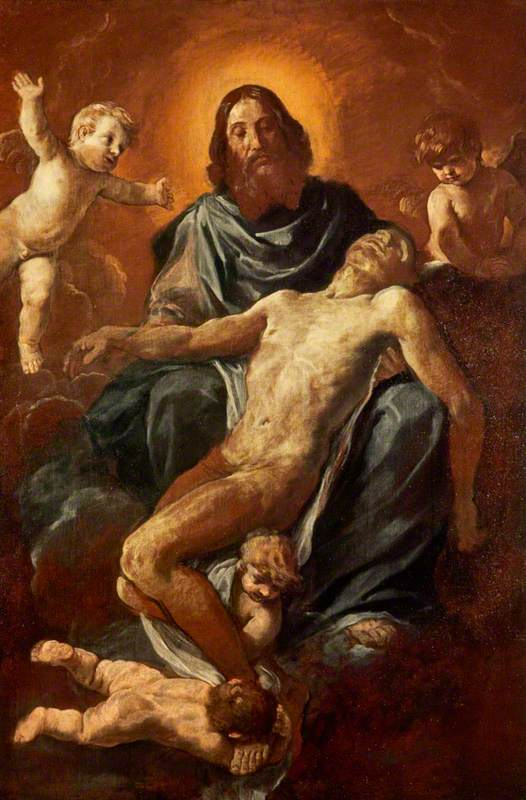
Hl. Trinität, 1640–48, Öl auf Leinwand, 190 × 126 cm, National Galleries of Scotland, Edinburgh
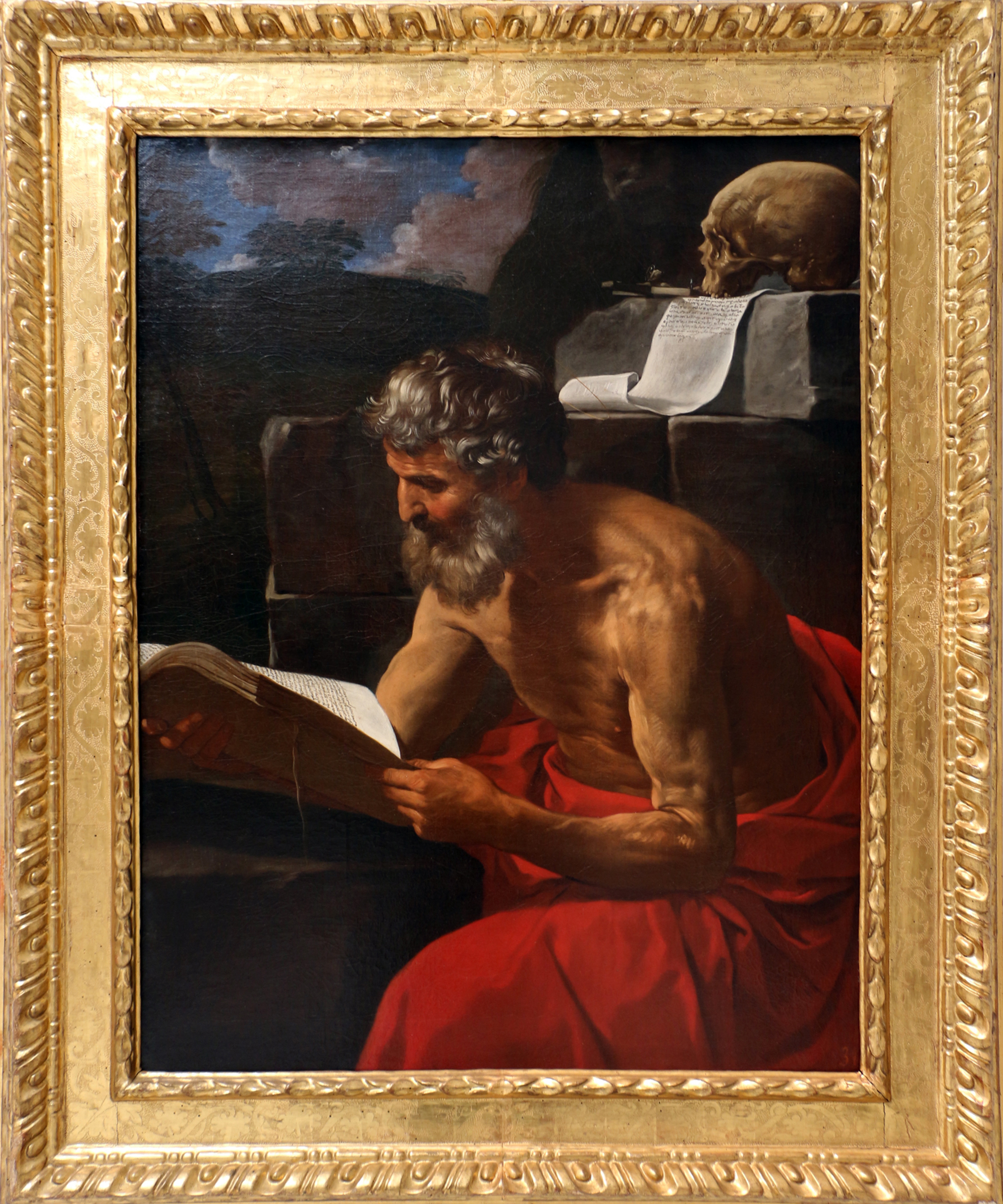
Der hl. Hieronymus, ca. 1637, Öl auf Leinwand, Pinacoteca Nazionale, Bologna

Radierungen
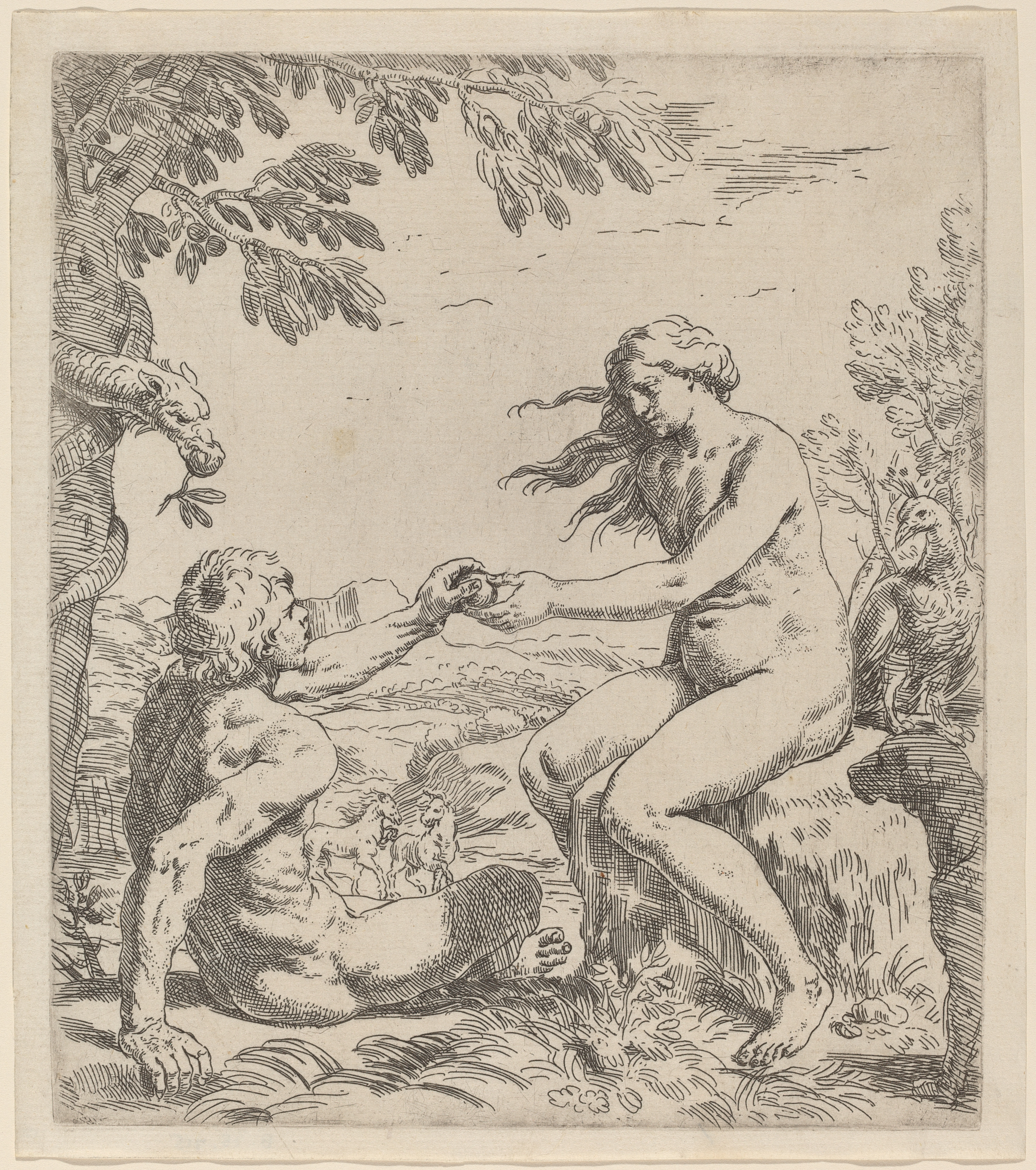
Adam und Eva, Radierung, National Gallery of Art, Washington
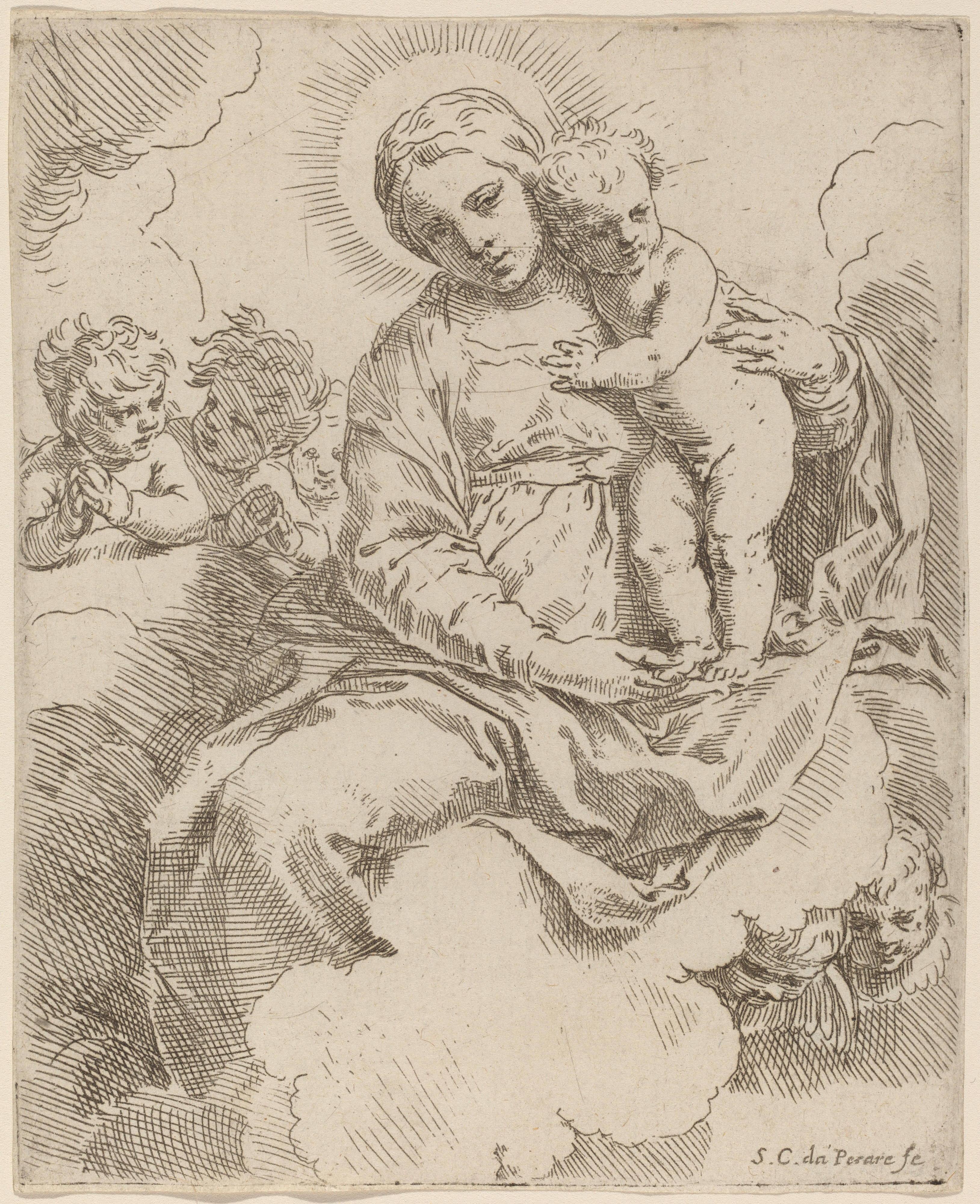
Madonna mit Kind, Radierung, National Gallery of Art, Washington
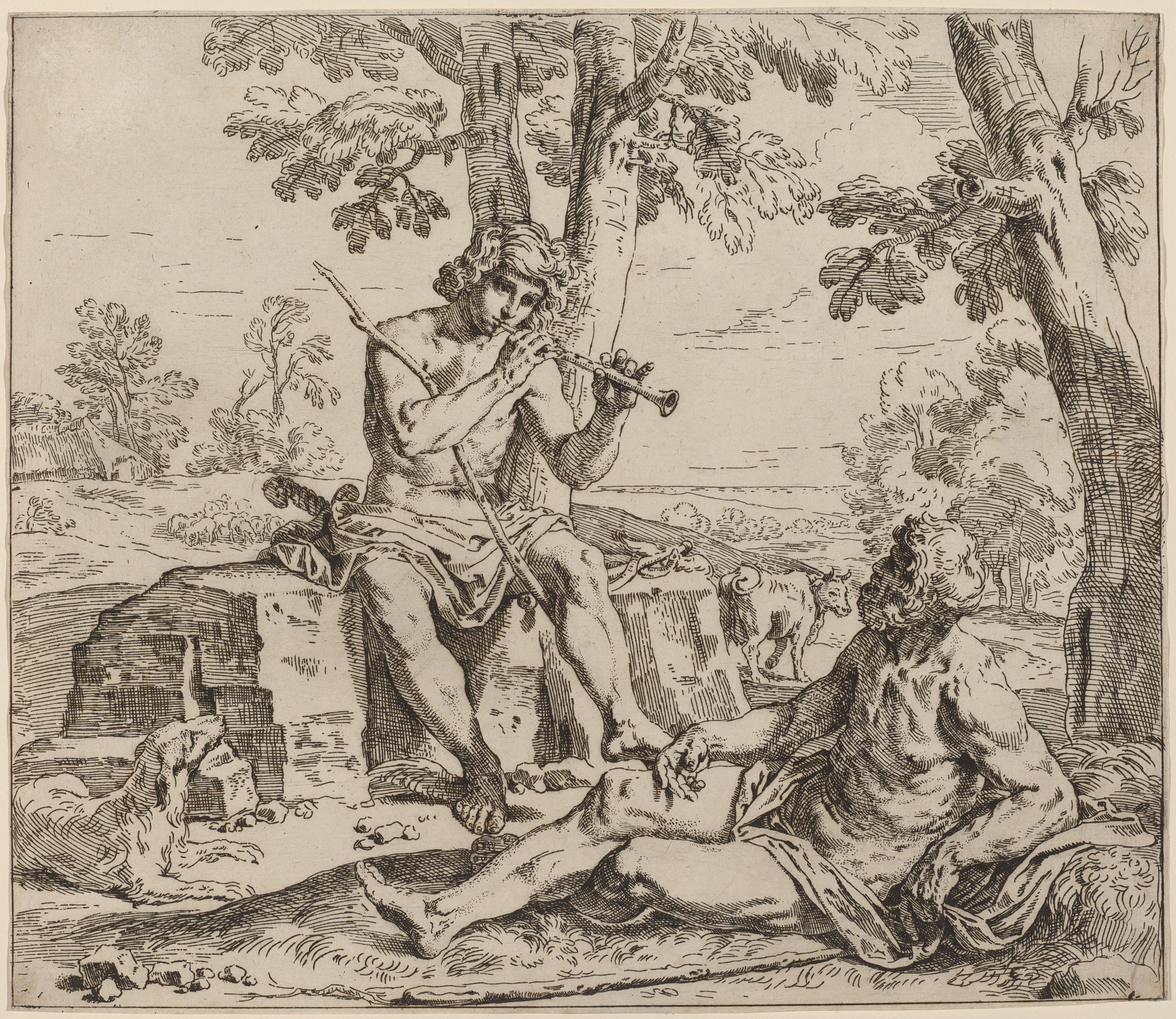
Merkur und Argus, Radierung, National Gallery of Art, Washington

## Werke (Auswahl)

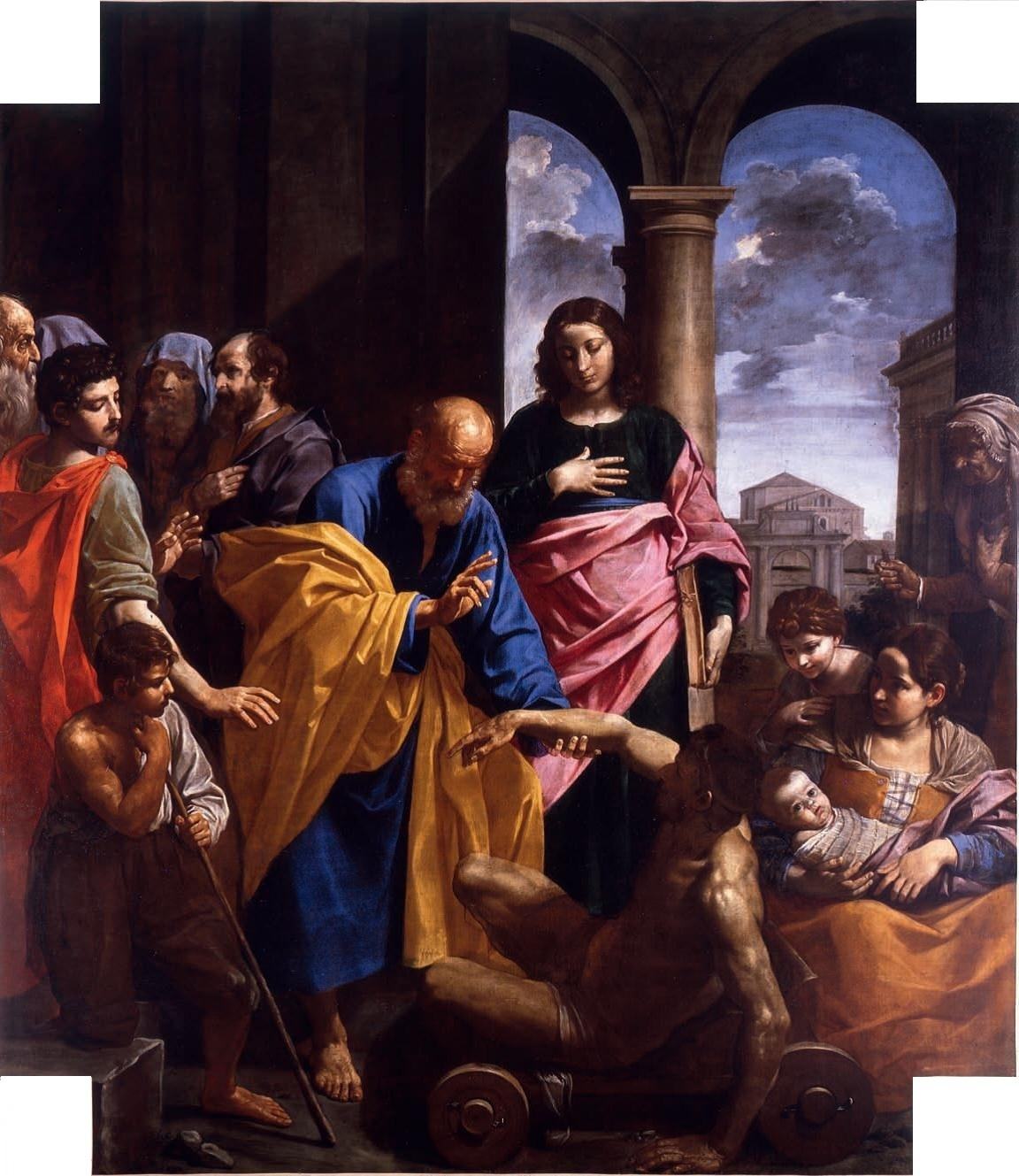
Der hl. Petrus heilt einen Lahmen, Öl auf Leinwand, 309 × 266 cm, Pinacoteca Civica, Fano

- Petrus heilt den Lahmen, um 1632, Leinwand, 309 × 266 cm, (urspr. für San Pietro in Valle, Fano) Pinacoteca Civica, Fano
- Madonna in Glorie (oder Maria Immaculata) und Heilige, um 1632–34, Leinwand, 244 × 140 cm, Pinacoteca Nazionale, Bologna
- Kains Brudermord, 1630–35, Leinwand, 152×115 cm
- Ruhe auf der Flucht nach Ägypten, 1635–37, Öl auf Holz, 41 × 57 cm,  Louvre, Paris
- Bildnis des Guido Reni, um 1636, Pinacoteca Nazionale, Bologna
- Selbstporträt, um 1640, Öl auf Leinwand, 102 × 79 cm, Galleria Nazionale d'Arte Antica, Rom
- Der heilige Josef, um 1640, Leinwand, 174 × 206 cm, Museo Civico, Pesaro
- Hl. Johannes d. Evangelist, um 1640–42, Leinwand, 128 × 103 cm, Slg. Gucci Boschi Vittorelli, Palermo
- Atalanta und Hippomenes, (Oval), um 1640–42, Leinwand, 107 × 143 cm, Slg. Dell'Acqua, Ferrara
- Die heilige Familie, um 1640–45, Leinwand, 96 × 73 cm, Galleria Borghese, Rom
- Die heilige Familie, um 1640–45, Leinwand, 96 × 73 cm, Palazzo Venezia, Rom
- Die heilige Familie, Leinwand, 96 × 73 cm, Pinacoteca di Brera, Mailand
- Der Johannesknabe, um 1645, Leinwand, 45 × 56 cm, Galleria Borghese, Rom
- Anbetung der Könige, um 1645–48, Leinwand, 212 × 158 cm, Casa Arrigiani Salina, Florenz
- Die heilige Familie, in der Kirche zu Barbaziano
- Lot mit seinen Töchtern, in der Kirche zu Barbaziano
- Ein heiliger Antonius, Kirche von Cagli
- Der heilige Jakob, Kirche von Rimini
- Die Transfiguration, Pinacoteca di Brera, Mailand